# Corçà
 (juillet 2023).
Corçà est une commune de la province de Gérone, en Catalogne, en Espagne, de la comarque de Baix Empordà